# Liste der Bodendenkmäler in Bad Neualbenreuth
Auf dieser Seite sind die Bodendenkmäler in dem Oberpfälzer Markt Bad Neualbenreuth zusammengestellt. Diese Tabelle ist eine Teilliste der Liste der Bodendenkmäler in Bayern. Grundlage ist die Bayerische Denkmalliste, die auf Basis des Bayerischen Denkmalschutzgesetzes vom 1. Oktober 1973 erstmals erstellt wurde und seither durch das Bayerische Landesamt für Denkmalpflege geführt wird. Die folgenden Angaben ersetzen nicht die rechtsverbindliche Auskunft der Denkmalschutzbehörde.

## Bodendenkmäler in Bad Neualbenreuth

### Bodendenkmäler im Ortsteil Neualbenreuth
| Lage                                   | Objekt | Akten-Nr.     | Bild           |
| -------------------------------------- | --- | ------------- | -------------- |
| Neualbenreuth Marktplatz 16 (Standort) | Pfarrkirche St. Laurentius Archäologische Befunde des Mittelalters und der frühen Neuzeit im Bereich der Katholischen Pfarrkirche St. Laurentius in Neualbenreuth, darunter die Spuren von Vorgängerbauten bzw. älterer Bauphasen. | D-3-6040-0067 | weitere Bilder |

### Bodendenkmäler im Ortsteil Ottengrün
| Lage                 | Objekt | Akten-Nr.     | Bild           |
| -------------------- | --- | ------------- | -------------- |
| Ottengrün (Standort) | Kleine Kappl Archäologische Befunde des Mittelalters und der frühen Neuzeit im Bereich der Katholischen Wallfahrts- und Expositurkirche St. Sebastian in Kappl, darunter die Spuren von Vorgängerbauten bzw. älterer Bauphasen. | D-3-6040-0052 | weitere Bilder |
| Ottengrün (Standort) | Schloss Ottengrün Archäologische Befunde des Mittelalters und der frühen Neuzeit im Bereich des Schlosses von Ottengrün, darunter die Spuren von Vorgängerbauten bzw. älterer Bauphasen.                                        | D-3-6040-0056 | weitere Bilder |
| Ottengrün (Standort) | Mittelalterlicher Burgstall. | D-3-6040-0072 |                |

### Bodendenkmäler im Ortsteil Wernersreuth
| Lage                    | Objekt | Akten-Nr.     | Bild                                                           |
| ----------------------- | --- | ------------- | -------------------------------------------------------------- |
| Wernersreuth (Standort) | Schloss Hardeck Archäologische Befunde des Mittelalters und der frühen Neuzeit im Bereich des ehemaligen Schlosses Hardeck, zuvor mittelalterliche Burg.                                            | D-3-6040-0022 | weitere Bilder                                                 |
| Wernersreuth (Standort) | Archäologische Befunde des Mittelalters und der frühen Neuzeit im Bereich der Katholischen Pfarrkirche St. Andreas in Wernersreuth, darunter die Spuren von Vorgängerbauten bzw. älterer Bauphasen. | D-3-6040-0049 | Archäologische Befunde des Mittelalters und der frühen Neuzeit |